# Schoenoplectus schoofii
Schoenoplectus schoofii är en halvgräsart som först beskrevs av Alan Ackerman Beetle, och fick sitt nu gällande namn av Jiří Soják. Schoenoplectus schoofii ingår i släktet sävsläktet, och familjen halvgräs. Inga underarter finns listade i Catalogue of Life.